# کلید فلسطینی

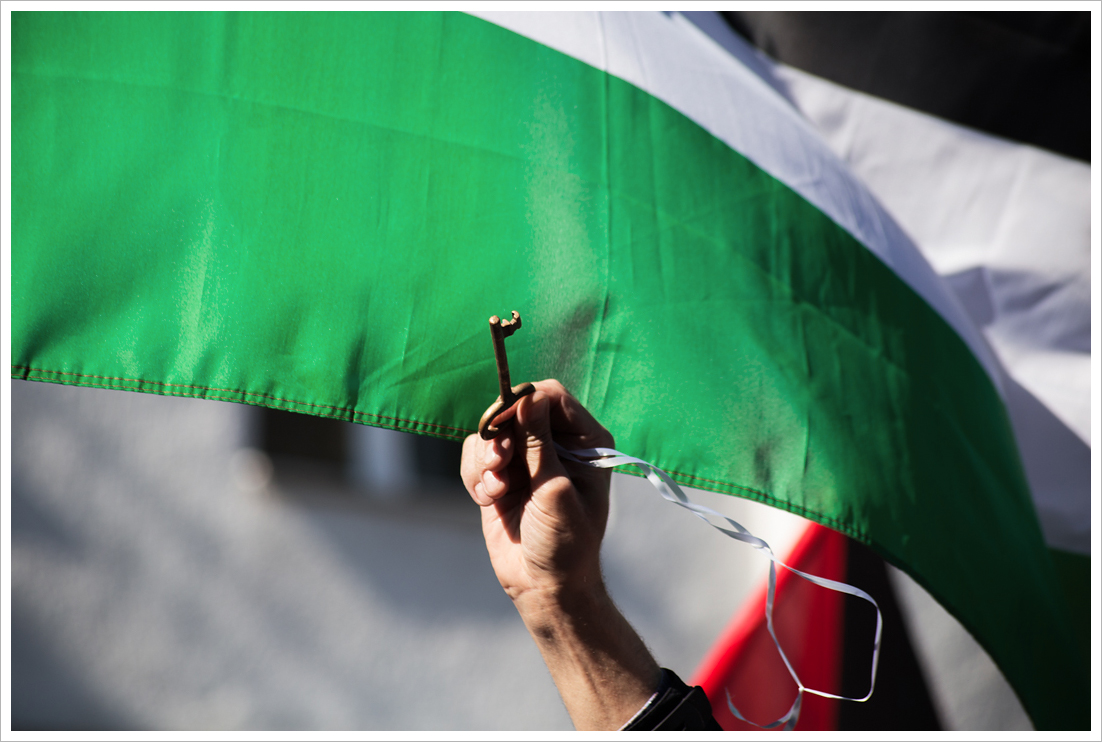
کلید فلسطینی در تظاهرات روز نکبت در برلین

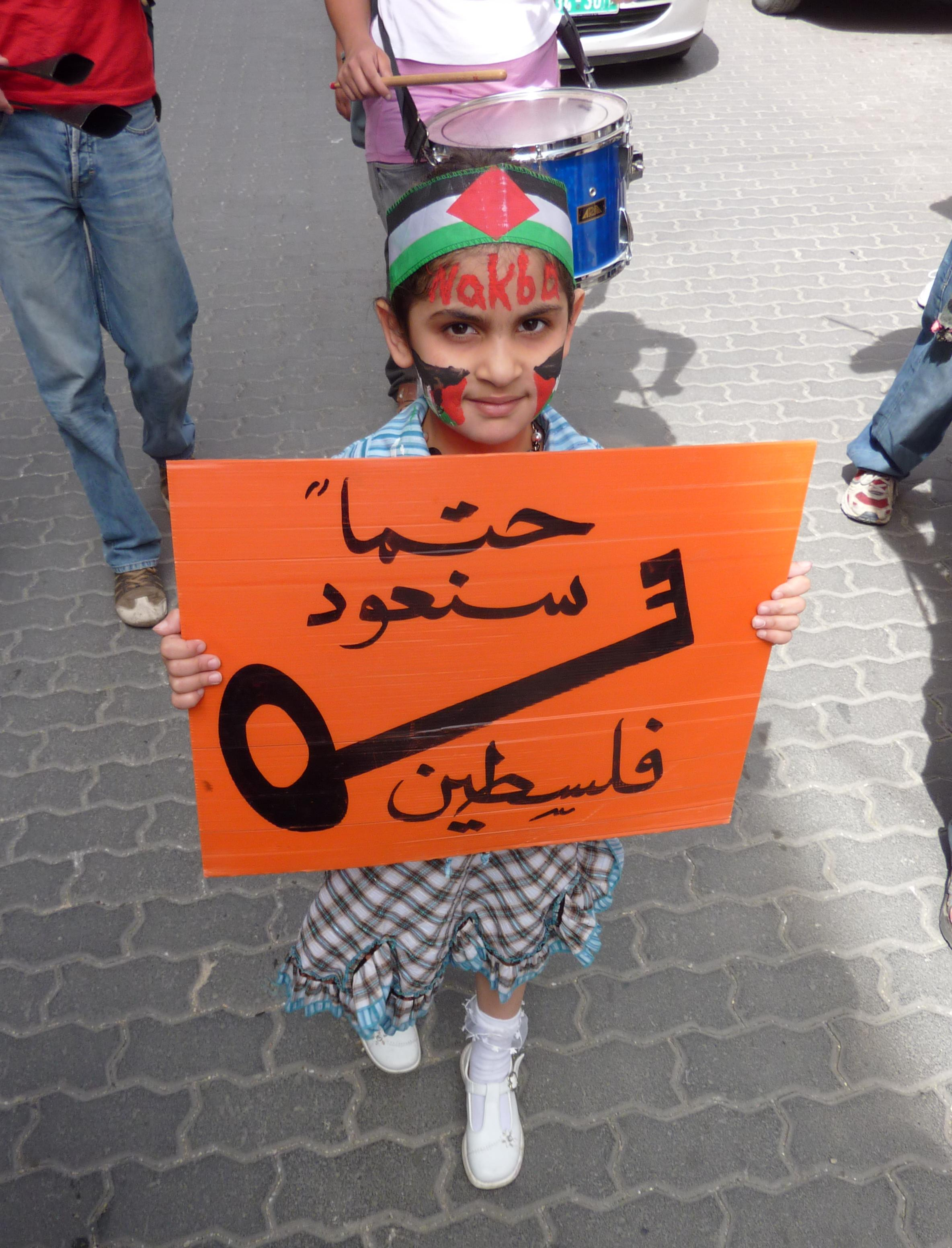
دختر جوان با نماد کلید، روز نکبت، ۲۰۱۰، الخلیل. شعار: به فلسطین بازمی‌گردیم (حتماً سنعود فلسطین)

کلید فلسطینی نماد فلسطینی‌ها از خانه‌هایی است که از دست‌داده‌اند. در نکبه بیش از نیمی از جمعیت فلسطین تحت قیمومیت یا اخراج شدند، یا در اثر خشونت موجود در فرایند مهاجرت فلسطینیان در سال ۱۹۴۸ از کشور گریختند و متعاقباً از حق بازگشت محروم شدند. تقریباً ۷۵ سال بعد، کلید همچنان برای فلسطینیان به‌عنوان نمادی قدرتمند پابرجاست و یادآور فقدان و بی عدالتی جسمی و عاطفی است.
این نماد، بخشی از امید به بازگشت و ادعای بازپس‌گیری اموال از دست‌رفته تلقی می‌شود.
کلیدها بزرگ و به سبک قدیمی هستند. ماکت‌های بزرگ‌شدهٔ کلید اغلب در اطراف اردوگاه‌های آوارگان فلسطینی یافت می‌شوند و در تظاهرات‌های هواخواهی از فلسطین در سراسر جهان به عنوان یکی از نمادهای جمعی استفاده می‌شوند.

## نگارخانه

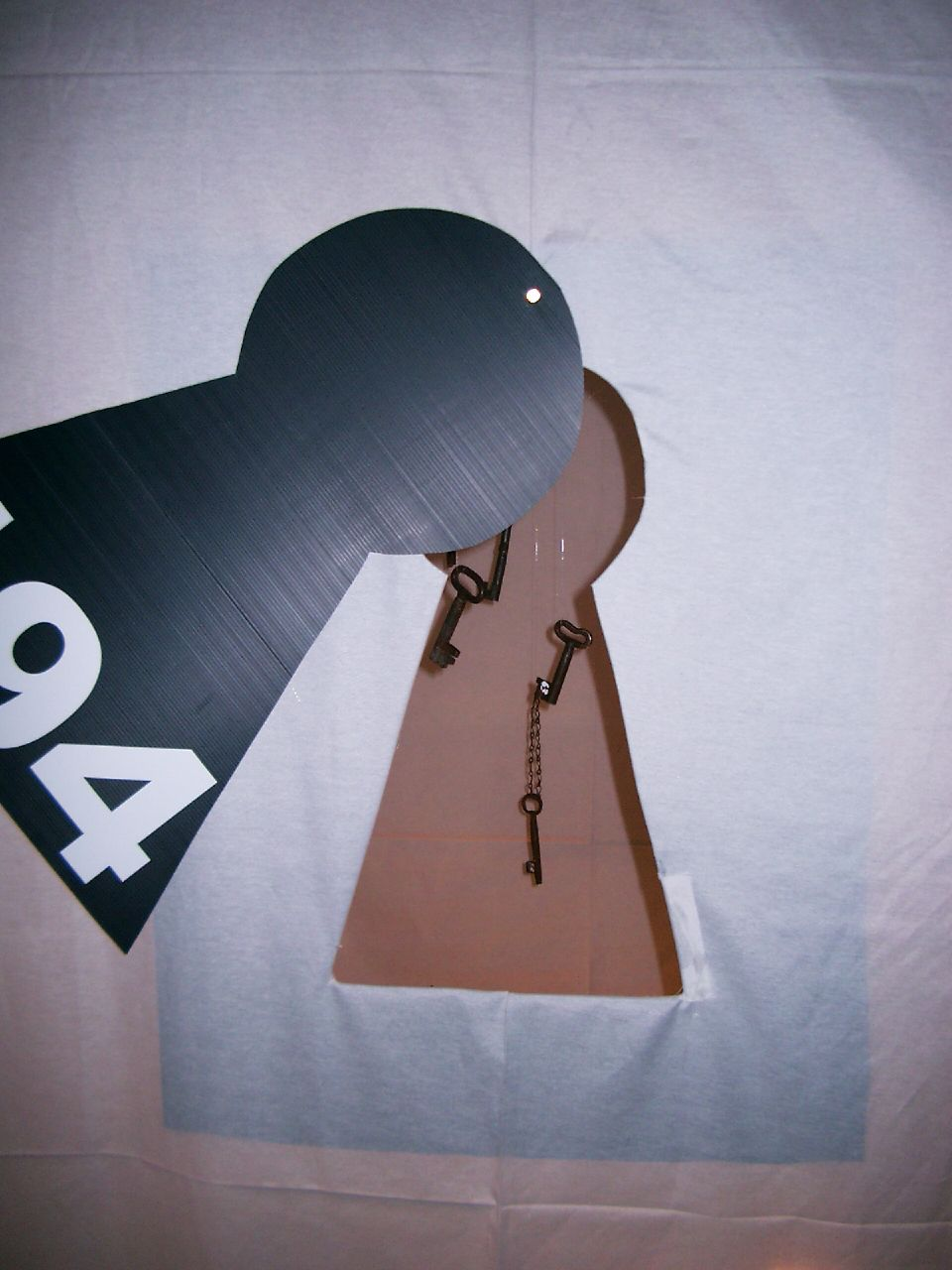
هنر فلسطین در نمایش قطعنامه ۱۹۴مجمع عمومی سازمان ملل
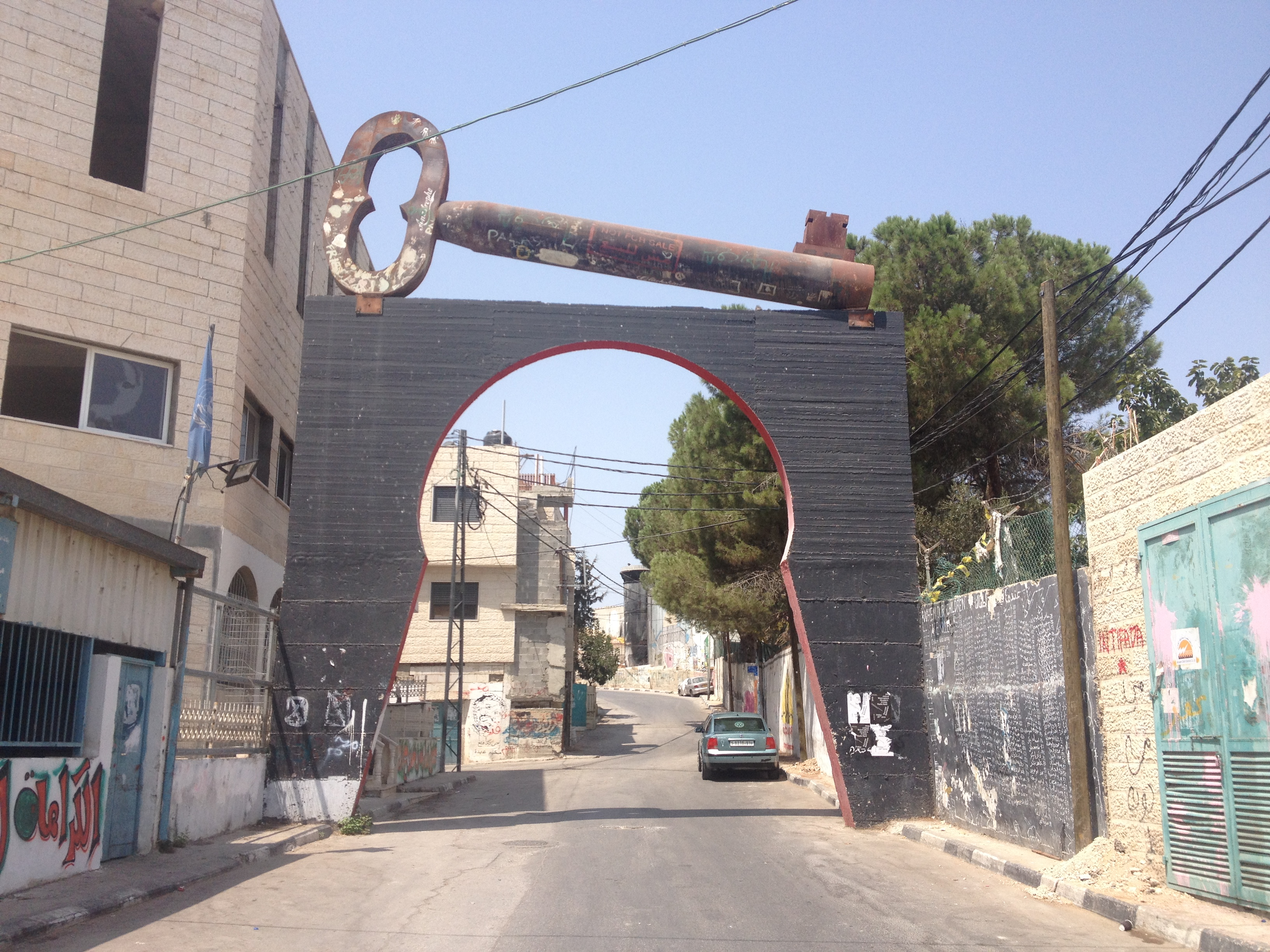
ورودی اردوگاه پناهندگان عایده ، نزدیک بیت‌لحم
کلیدی به عنوان بخشی از نوشتهٔ عربی «فلسطین» به عنوان هنر دیوارنگاری دیوار کرانه باختری
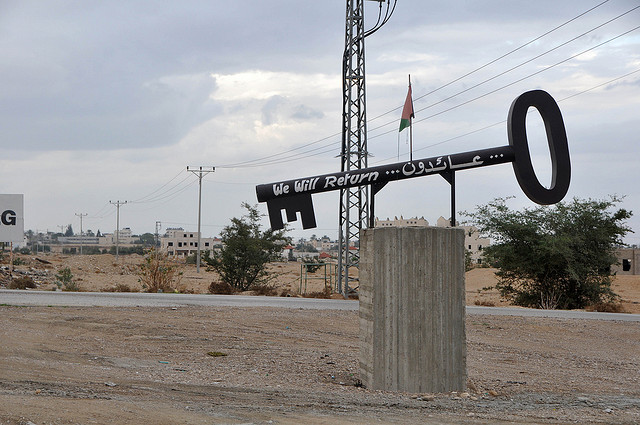
خارج اریحا. عبارت «ما برمی گردیم..»